# Lingua calmucca

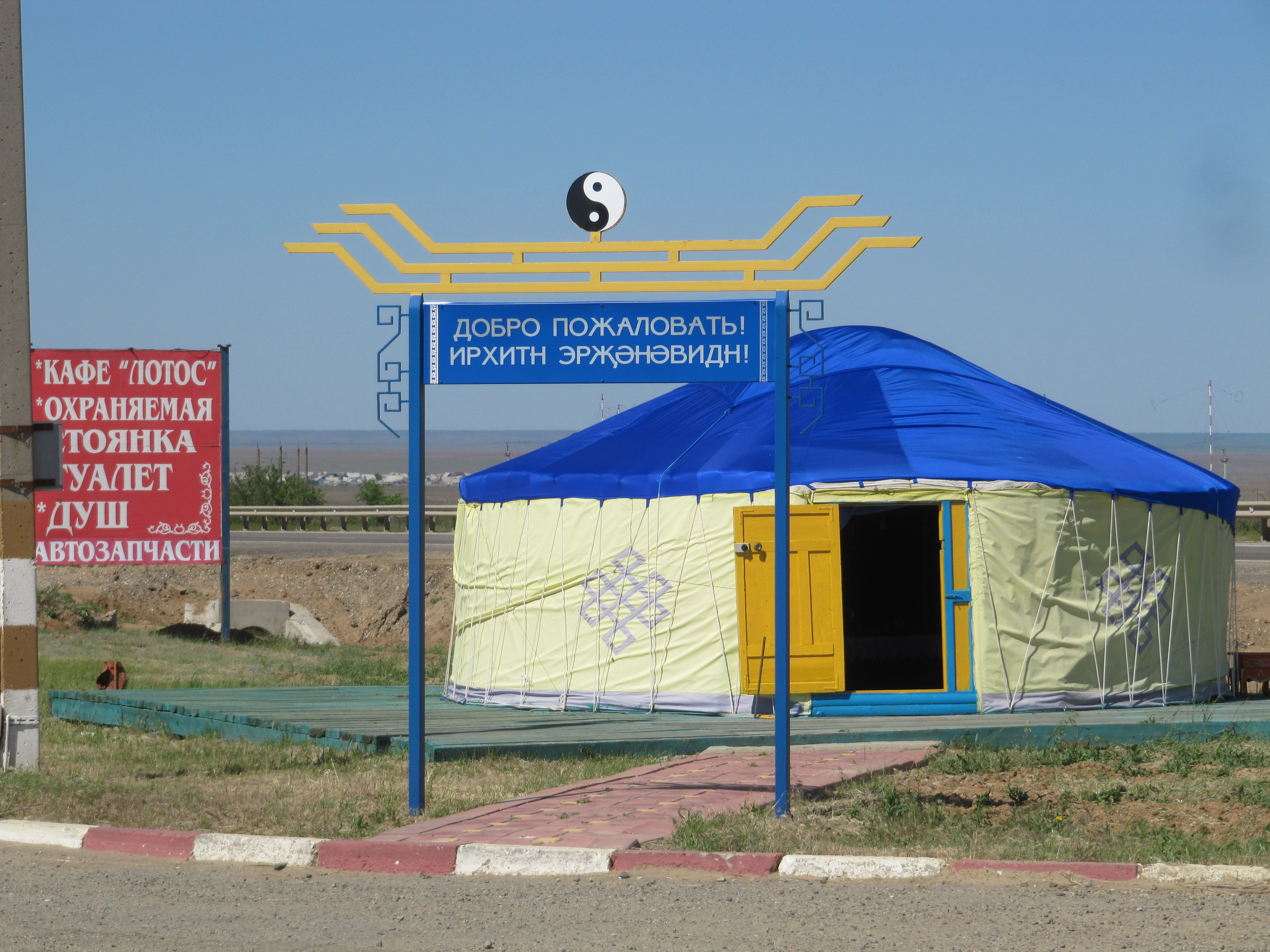
Insegne in calmucco lungo l'autostrada Volgograd-Ėlista, nei pressi di quest'ultima località.

La lingua calmucca (nome nativo: Хальмг келн, Haľmg keln; in russo: калмыцкий язык, kalmyckij jazyk) è una lingua mongolica parlata in Russia, nella Calmucchia, in Cina ed in Mongolia.

## Distribuzione geografica
Il calmucco è la lingua parlata dai calmucchi (o calmicchi, kalmyki), il principale gruppo etnico della Calmucchia.
Secondo l'edizione 2009 di Ethnologue, complessivamente i locutori di calmucco sono circa mezzo milione. Il gruppo più numeroso, oltre 200.000, si trova in Mongolia; in Russia se ne contano 154.000 e in Cina 139.000.

### Lingua ufficiale
È la lingua ufficiale della repubblica federale russa di Calmucchia.

### Dialetti e lingue derivate
Per popolazione, i maggiori dialetti dei calmucchi sono il torgud, dôrvôd e buzava (Bormanshinov 1990). Dialetti minori includono il hošuud e l'ôôld. I dialetti calmucchi variano alquanto, ma le differenze sono irrilevanti. In generale, la lingua russa ha influenzato di meno i dialetti delle tribù nomadi e pastorali calmucche della regione del Volga. 
Invece, i dôrvôd (e, più tardi, i torgud) che migrarono dalla regione del Volga verso il distretto di Sal'sk nella regione del Don presero il nome di buzava (o calmucchi del Don). Il dialetto buzava si è sviluppato dalla loro stretta interazione con i russi. Nel 1798 il governo zarista riconobbe i calmucchi come cosacchi del Don, sia a livello militare che amministrativo. Come risultato della loro integrazione nella schiera del Don, il dialetto buzava incorporò molte parole di derivazione russa. (Anon. 1914: 653-660).

## Classificazione
Secondo Robert G. Gordon Jr., di Ethnologue, la lingua calmucca appartiene al ramo orientale della famiglia delle lingue mongole. Gordon ha classificato tale lingua sotto il gruppo ojrad-khalkha ed ha correlato le sue origini a quelle della lingua mongola.
Altri linguisti, come Nikolaj Poppe, classificano il gruppo di lingue calmucco-oirate come appartenente al ramo occidentale delle lingue mongole, dato che il gruppo di lingue si è sviluppato separatamente ed è distinto. Inoltre, Poppe sostiene che, anche se ci sono poche differenze fonetiche e morfologiche, calmucco e oirato sono due lingue diverse. Le principali differenze sono nel loro lessico. Il calmucco, ad esempio, ha adottato molte parole di origine russa e tatara. Di conseguenza, principalmente sul piano lessicale, il calmucco è classificato come una lingua a sé.
Ci sono alcuni elementi in comune con la scrittura delle lingue ugriche e delle lingue turche.

## Storia
Durante la seconda guerra mondiale, tutti i calmucchi, anche coloro che combattevano nell'esercito sovietico, furono confinati in Siberia e in Asia centrale, dove si sparpagliarono e non gli fu permesso di parlare la lingua calmucca nei luoghi pubblici. Come risultato, la lingua calmucca non venne ufficialmente insegnata alle più giovani generazioni di calmucchi. 
Al ritorno dall'esilio nel 1957, i calmucchi parlavano e pubblicavano essenzialmente in russo. Di conseguenza, le generazioni più giovani di calmucchi parlavano primariamente il russo e non la loro lingua nativa. Questo è materia di preoccupazione popolare. Negli ultimi anni, sono stati fatti dei tentativi dal governo calmucco per ridare vita alla lingua calmucca. Come tale, alcune leggi sono state approvate riguardanti l'uso del calmucco sulle insegne dei negozi; per esempio, sulle porte d'entrata, le parole "entrata" e "spingere-tirare" sono scritte in calmucco.
Il tentativo di ristabilire la lingua calmucca ha subito dei contrattempi. Di recente, la Compagnia di Radiodiffusione televisiva russa ha tagliato il tempo di messa in onda dedicato ai programmi in lingua calmucca in radio e in televisione, scegliendo invece di acquistare dei programmi pre-prodotti, come le produzioni in lingua inglese. La misura è stata intrapresa per ridurre i costi di produzione.

## Sistema di scrittura
Per la scrittura si usano l'alfabeto cirillico in Russia e l'alfabeto latino in Cina.